# Gerhard II. von Eppstein
Gerhard II. von Eppstein (* um 1230; † 25. Februar 1305) war von 1289 bis 1305 Erzbischof und Kurfürst von Mainz. Er war federführend beteiligt an der Absetzung des römisch-deutschen Königs Adolf von Nassau. 

## Leben

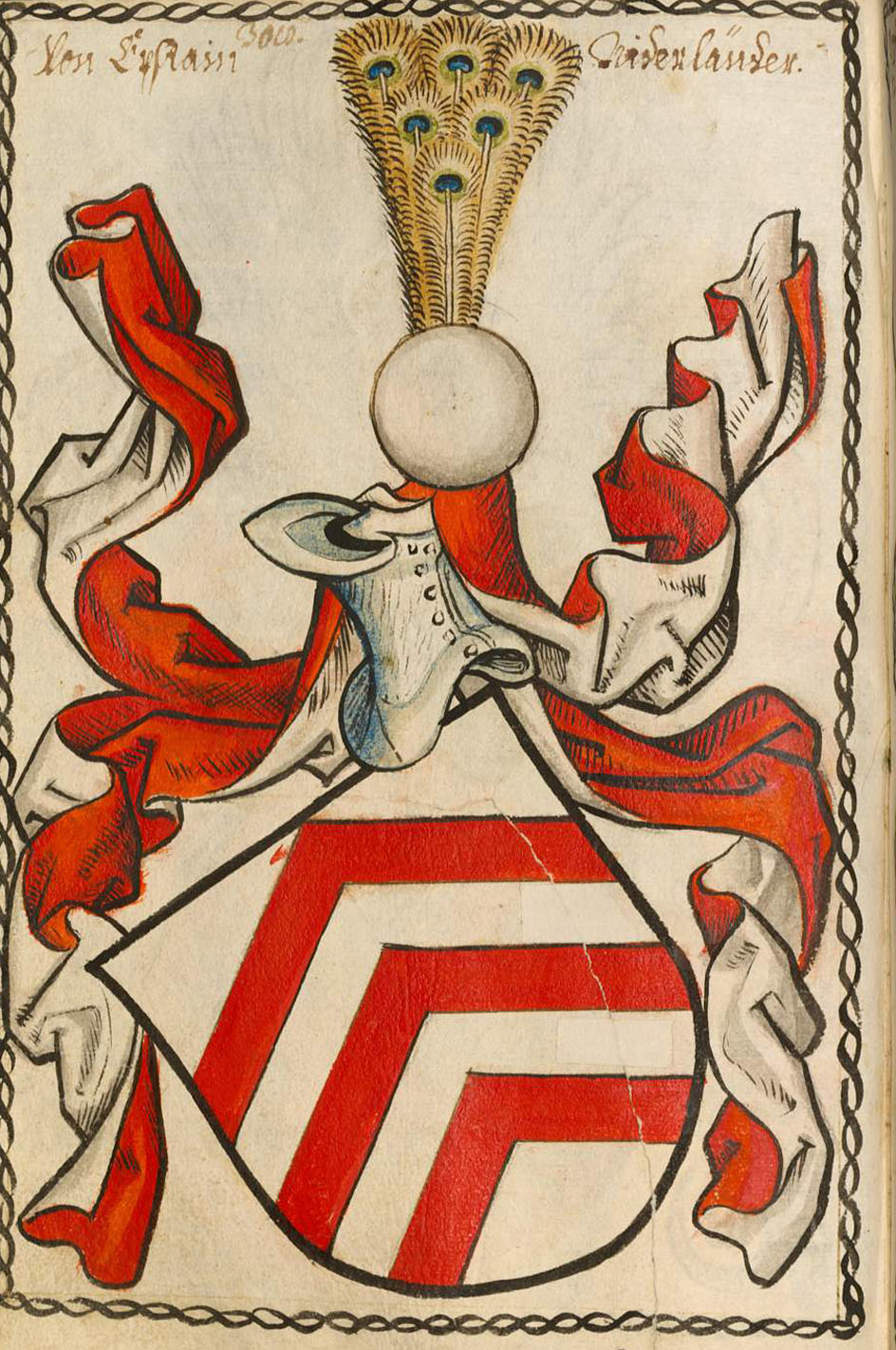
Wappen des Geschlechtes von Eppstein

Gerhards Eltern waren Gottfried II. von Eppstein und Elisabeth von Isenburg-Cleeberg. Durch Beziehungen seiner Verwandtschaft, insbesondere des Mainzer Erzbischofs Werner von Eppstein, gelang es Gerhard, mehrere Pfründen zu erlangen. Am 6. März 1289 bestätigte Papst Nikolaus IV. ihn als neuen Erzbischof von Mainz, nachdem er noch 1285 und 1288 in zwei Doppelwahlen unterlegen war.
Gerhard verfolgte, wie seine Vorgänger, eine expansive Territorialpolitik. Im August 1291 gelang es ihm, durch massiven Druck auf den 1287 von König Rudolf von Habsburg als Nachfolger des Mainzer Erzbischofs Heinrich II. als Reichspfleger in Thüringen eingesetzten Gerlach von Breuberg, die thüringischen Reichsburgen – mit Ausnahme der Boyneburg – in seinen Besitz zu bringen. Adolf von Nassau erkannte dies am 1. Juli 1292 an und sagte dem Erzbischof auch die Reichspflegerschaft über Mühlhausen und Nordhausen sowie die Burg Ballhausen zu. Am 15. Juli 1292 erneuerte der neue König die frühere Stellung des Mainzer Erzbischofs als Reichspfleger in Thüringen in vollem Umfang, indem er Gerhard zum Reichsvikar in Thüringen und zum Hauptmann des (noch von König Rudolf aufgerichteten) Landfriedens ernannte.
Gerhard setzte auch die gegen das Königtum gerichtete Politik seiner Vorgänger fort und unterstützte in der Königswahl von 1292 Adolf von Nassau gegen die Kandidatur Albrechts I. Später wandte er sich von Adolf ab und war maßgeblich an dessen Absetzung vom Königsthron 1298 beteiligt. Dabei verschuldete er das Erzstift Mainz so sehr und wurde selbst zahlungsunfähig, so dass er 1296 exkommuniziert wurde, da er u. a. seine Zahlungen an die Kurie im Zusammenhang mit seiner Erhebung zu schleppend entrichtete.
Gerhard war der letzte Eppsteiner auf dem Mainzer Erzbischofsstuhl und stritt um die Anerkennung der Rechte an der Erzkanzlerwürde des Reiches für die Mainzer Erzbischöfe. Einige als kritisch bewertete Quellen zeichnen ein wenig schmeichelhaftes Charakterbild des Erzbischofs. Unstrittig ist jedoch die Rolle Gerhards für die Festigung der Rolle der Kurfürsten gegenüber dem römisch-deutschen Königtum.